# Silometopus tenuispinus
Silometopus tenuispinus là một loài nhện trong họ Linyphiidae.
Loài này thuộc chi Silometopus. Silometopus tenuispinus được J. Denis miêu tả năm 1949.